# Парадигматичні відношення
Парадигматичні відношення — відношення між словами на основі спільності або протилежності їхніх значень. У межах таких зв'язків між словами можна виділити:
- Синонімія — відношення смислової подібності;
- Антонімія — відношення смислового протиставлення;
- Гіпонімія — відношення смислового включення;
- Відношення супідрядності і партитивності[1]

Найбільшими парадигматичними об'єднаннями є лексико-семантичні поля.

## Синонімія
Яскравим прикладом системних відношень у лексиці є синонімія. Це є одним з найважливіших парадигматичних відношень, яке властиве всім мовам світу. Тому її можна вважати універсалією. Існують «вузьке» та «широке» розуміння синонімів. «Вузьке» визначає синонімію як властивість слів, які повністю збігаються у своїх значеннях. При широкому розумінні — це повний або частковий збіг значень слів, морфем, фразеологічних одиниць, граматичних форм при відмінності їх звукової форми. Залежно від функціювання на різних мовних рівнях виділяють однорівневу (лексичну, фразеологічну, синтаксичну та ін.) і міжрівневу синонімію.
Отже, синоніми — це слова, стійкі словосполучення, афікси, граматичні форми, синтаксичні конструкції, що при повній чи частковій формальній відмінності мають однакові або близькі значення.
Синоніми поділяють на лексичні, фразеологічні, словотвірні, афіксальні, граматичні (морфологічні, синтаксичні)

## Антонімія
Антонімія, як і синонімія, властива всім природним мовам, тому є однією з мовних універсалій.
Головним при визначенні антонімії є поняття протилежності. Розрізняють два види протилежності: контрарну і комплементарну.
Контрарна протилежність виражається видовими поняттями, між якими є середній (проміжний) член (гарячий — теплий — холодний).
Комплементарну протилежність утворюють видові поняття, що доповнюють одне одного до родового, між якими немає середнього (проміжного) поняття (істинний — хибний).
За визначенням українського лінгвіста О. О. Тараненка, антоніми — це «слова (переважно однієї частини мови) або їх окремі значення, а також стійкі словосполучення, афікси, граматичні форми, зокрема синтаксичні конструкції, що, тісно поєднуючись певною семантичною спільністю, розрізняються на цій основі максимально протилежними значеннями».
За семантикою антоніми поділяються на градуальні, комплементарні, векторні.
За структурою на різнокореневі і однокореневі.
Серед однокореневих антонімів часто виділяють антоніми — евфемізми та антоніми — енантіосеми.
Антоніми — евфемізми — це слова, що виражають семантику протилежності стримано, м'яко (молодий — немолодий, розумний — нерозумний).
Енантіосемія — це особливий, непродуктивний різновид антонімії, який являє собою протилежність значень одного і того самого слова і знаходить зовнішнє вираження у синтаксичних і лексичних засобах.

## Гіперо-гіпонімія
Гіперо-гіпонімія — родо-видові відношення в лексико-семантичній системі. Родові слова називають гіперонімами, а видові — гіпонімами. Наприклад: «береза», «клен», «бук», «дуб» — гіпоніми, «дерево» — гіперонім.

## Лексико-семантичне поле
Лексико-семантичне поле — сукупність парадигматично пов'язаних лексичних одиниць, які об'єднані спільністю змісту (іноді й спільністью формальних показників) і відображають поняттєву, предметну й функціональну подібність позначуваних явищ. Лексико-семантичне поле має ієрархічну будову. Воно складається з лексико-семантичних груп, які в свою чергу — з менших за обсягом мікросистем — синонімічних рядів, антонімічних пар, гіперо-гіпонімів тощо. Поля не є ізольованими об'єднаннями. Вони пов'язані між собою. Одним із засобів міжпольових зв'язків є багатозначні слова, які окремими значеннями можуть належати до різних полів. Наприклад, слова «теплий», «холодний», «гарячий» належать до поля температури, але з іншого боку — до поля почуттів. Особливу увагу критики та дослідники польового підходу приділяють трірівській концепції.
Теорію лексико-семантичного поля досліджували Й. Трір, Л. Вайсгербер, Г. Іпсен, А. А. Уфімцева, Ю. А. Найда, К. Ройпінг та багато інших.